# Besua (cràter)
Besua és un cràter sobre la superfície del planeta nan Ceres, situat amb el sistema de coordenades planetocèntriques a -41.36 ° de latitud nord i 301.62 ° de longitud est. Fa un diàmetre de 17 km. El nom va ser fet oficial per la UAI el 15 d'octubre del 2015 i fa referència a Besua, deïtat egípcia del blat.